# Elecciones generales de las Islas Feroe de 1906
Elecciones generales tuvieron lugar en las Islas Feroe el 18 de julio de 1906. El resultado fue una victoria para el Partido Unionista, el cual obtuvo 12 de los 20 escaños del Løgting.

## Resultados
| Partido                   | Votos | %     | Escaños |
| ------------------------- | ----- | ----- | ------- |
| Partido Unionista         | 961   | 62.40 | 12      |
| Partido del Autogobierno  | 579   | 37.60 | 8       |
| Total                     | 1 540 | 100   | 20      |
| Fuente: Election Passport |       |       |         |